# Divadlo Dada
Divadlo Dada byla experimentální scéna Jiřího Frejky, vytvořená v roce 1927. Frejka zde soustředil avantgardní soubor a uplatňoval moderní divadelní postupy.

## Vznik divadla
V březnu 1927 došlo v Osvobozeném divadle krátce po premiéře Gollova Methusalema k tvůrčí a osobní roztržce mezi členy vedení a následnému rozdělení souboru Osvobozeného divadla na dvě části. Po sporech s Jindřichem Honzlem odešel Jiří Frejka s E.F. Burianem a několika dalšími členy a založili divadlo Dada. Název odkazoval vzdáleně k mezinárodnímu hnutí z let 1916–23, k provokatismu, odporu k tradici a způsobu humoru. Divadlo navazovalo na Osvobozené divadlo i předchozí Frejkovu činnost v Legii malých a na Scéně adeptů. Divadlo od dubna 1927 působilo na amatérské bázi, od prosince 1927 po přestěhování do sálu Na Slupi pak jako profesionální soubor, hrající 4–5x týdně .

## Působiště divadla
Divadlo Dada vystupovalo od dubna 1927 ve dvoraně Umělecké besedy v Besední ulici čp. 478 (u Tyršova domu) v Praze 1. Od prosince roku 1927 a v roce 1928 hrálo pak v divadelním sále v ulici Na Slupi čp. 2052 (objekt byl zbořen v letech 1975–6). Byl to tentýž sál, kde před ním v období 1926–7 vystupovalo Osvobozené divadlo.

## Soubor divadla
Kromě zakladatele, režiséra Jiřího Frejky, působili v souboru např. E. F. Burian, který měl k Frejkovi po umělecké stránce blíže než k Jindřichu Honzlovi. Burian v novém divadle realizoval konferenciérské, pěvecké a taneční výstupy a vedl zde i svůj recitační a pěvecký sbor voiceband. První vystoupení voice-bandu se konalo 11. dubna 1928. Dále s Frejkou přišli z Osvobozeného divadla herci-komici bratři Eman a Josef Trojanovi, Lola Skrbková a Hugo Slípka (vedoucí biomechanické skupiny žonglérů, akrobatů a atletů divadla). Z Uměleckého studia, které ukončilo činnost v roce 1927 přišel Bohuš Záhorský . Působila zde i Jiřina Šejbalová a v několika představeních vystoupili také členové Osvobozeného divadla Jan Werich a Jiří Voskovec (pod pseudonymy J. W. Rich a Petr Dolan), rovněž tak Světla Svozilová, Vladimír Müller a Vlasta Petrovičová. V jedné z her se objevila Xena Longenová. Hudební čísla připravovali E. F. Burian a Iša Krejčí, jako hudební klaun se zde uplatnil i Jaroslav Ježek. Ke spolupracujícím choreografům patřil Saša Machov, Milča Mayerová a Jarmila Kröschlová, k výtvarníkům např. František Muzika, František Zelenka a J. Fragner. Mnozí z nich se znali již z holešovické Legii malých, někteří byli žáky profesora Jaroslava Hurta na pražské dramatické konzervatoři. V divadle působila také taneční skupina Dada-girls. Na některých libretech (Dona Kichotka a Bim Bam Revue) spolupracovali členové Červené sedmy. Ředitelem divadla byl Jiří Dréman, bývalý člen Červené sedmy .

## Zaměření divadla
Divadlo se zaměřovalo na experimentální inscenace klasického i moderního repertoáru a tyto doplňovalo pořady kabaretního charakteru (Revue–žurnály) s krátkými satirickými literárními útvary a hudebními čísly a také revuální programy (Dada revue) s určitým dějovým pásmem. Tyto pořady reagovaly politickou satirou, ironií a recesí na aktuální společenskou a politickou situaci. Bojovný politický kabaret navazoval v mnoha směrech zvláště díky Burianovi a Lacinovi na tradice italské commedia dell´arte s typovými figurkami. Frejka využíval principu komických dvojic, které odhalovaly svoji směšnost navzájem. Dále zde vystupoval konferenciér (většinou E. F. Burian) a jeho partnerka (v žurnálech L. Skrbková, v revuích J. Šejbalová). Spolupráce Frejky a Buriana však nebyla bezkonfliktní, Frejka se nechtěl ve své režijní práci na rozdíl od E. F. Buriana příliš politicky angažovat.

## Zánik divadla
Divadlo Dada zaniklo počátkem června 1928. V závěru roku 1928 připravoval Jiří Frejka vytvoření avantgardního divadelního studia, které mělo zahájit činnost ještě do konce roku 1928. Studio mělo sídlit v Mozarteu. Ze záměru však sešlo a Frejka nakonec založil počátkem roku 1929 Moderní studio (divadlo). V programu tohoto divadla uvedl Jiří Frejka, že „Moderní studio je svobodnou a zásadně nepolitickou tribunou mladého českého divadelního umění“. Uměleckým šéfem divadla se stal Jiří Frejka, dramaturgem hudby a voicebandu E. F. Burian. První představení se konalo dne 10. února 1929 v Umělecké besedě v Praze, byla jím středověká fraška Hanse Sachse O muži, který vysedával telata, dříve uvedená i v divadle Dada,.

## Citát
| „                   | Bratři Trojanové se více uplatnili jako komické duo – jakýsi předobraz Voskovce a Wericha – u E.F.Buriana za období Dada na Slupi; jejich drobné a kulaté postavičky i jejich komorní humor měly do sebe něco dětského i cosi lehce dekadentního; Eman zemřel ve 34 letech roku 1935. | “ |
| — Václav Holzknecht | |   |

## Repertoár, výběr
- 1927 (premiéra 9. dubna) Jean Cocteau, Jaroslav Ježek: Svatebčané na Eiffelce, Umělecká beseda, režie Jiří Frejka, hudba Jaroslav Ježek (revuální montáž, první představení divadla Dada[6])
- 1927 (9. dubna) E. F. Burian, J. Ježek, V. Lacina, H. Slípka, J. Trojan: Visací stůl č.1, Umělecká beseda, režie Jiří Frejka (představení se konalo společně s představením hry Svatebčané na Eiffelce)
- 1927 V+W: Vest Pocket Revue, Umělecká beseda, režie V+W (jednalo se o druhou a třetí reprízu hry ve dnech 29/4 a 30/4)[20].
- 1927 (8. května) V.Lacina: Visací stůl č.2, Umělecká beseda, režie Jiří Frejka (v rámci tohoto pásma měli samostatný výstup i V+W s poetistickým skečem Růže z Jericha[21])
- 1927 (27. května) V. Lacina: Třetí zavěšení Visacího stolu, Umělecká beseda, režie Jiří Frejka
- 1927 K. Schwitters: Stín, Umělecká beseda, režie Jiří Frejka
- 1927 (26. prosince) Emil František Burian, Jiří Frejka a kol.: Dona Kichotka, Na Slupi, režie Jiří Frejka (revuální cocktail)
- 1928 I. Goll: Methusalem, Na Slupi, režie Jiří Frejka
- 1928 (25. února) Bim Bam Revue, Na Slupi, režie Jiří Frejka
- 1928 (21. dubna) Gaučo a kráva, Na Slupi, režie Jiří Frejka
- 1928 Sofokles, Jean Cocteau: Král Oidipus, Na Slupi, režie Jiří Frejka
- 1928 Pierre Reverdy: Poutník, Na Slupi, režie Jiří Frejka
- 1928 J. M. Synge: Hrdina Západu, Na Slupi, režie Jiří Frejka
- 1928 Hans Sachs: Muž, který vysedával telata, Na Slupi, režie Jiří Frejka
- 1928 (23. května) E. F. Burian: Mistr Ipokras, mastičkář drkolenský, Na Slupi, režie Jiří Frejka a E. F. Burian (komická opera)

## Herci vzpomínají na divadlo Dada
U Jiřího Frejky se znovu na chvilku zastavím...Ladil představení do grotesky, což se pro něho později stalo příznačné. Byl okouzlen, jako ostatně my všichni, cirkusovým šapitó. Osvobozené divadlo však brzy opustil. Dostával se do konfliktu s Honzlem, ale hlavně nesnesl, aby nehrál první housle. Založil divadlo Dada. Soustředil kolem sebe mladé herce – někteří s ním odešli z Osvobozeného – a zahájil sezónu. Divadlo však nemělo dlouhého trvání: umřelo na nedostatek mecenášů i obecenstva.
Ladislav Boháč, Tisíc a jeden život